# Apogonia ferruginea
Apogonia ferruginea är en skalbaggsart som beskrevs av Fabricius 1781. Apogonia ferruginea ingår i släktet Apogonia och familjen Melolonthidae. Inga underarter finns listade i Catalogue of Life.